# Chamaemyia bicolor
Chamaemyia bicolor is een vliegensoort uit de familie van de Chamaemyiidae. De wetenschappelijke naam van de soort is voor het eerst geldig gepubliceerd in 1994 door Beschovski.